# Ivri Lider
Ivri Lider, Hebreeuws: עברי לידר (Giv'at Haim Ihud, 10 februari 1974) is een Israëlische muzikant en songwriter die wordt beschouwd als best verkopende Israëlische artiest aller tijden die de "Mannelijke Zanger van het Jaar" prijs heeft gewonnen van de Israëlische nationale en lokale radiostations en sinds zijn doorbraak in de Israëlische muziekscene eind jaren negentig meer dan 200.000 albums heeft verkocht.

## Biografie
Lider deed zijn eerste muzikale stappen tijdens zijn middelbareschoolopleiding toen hij zich aansloot bij een groep genaamd Kach Ossot Kullan ("Iedereen doet het zo"), waarmee hij onder andere optrad in de legendarische "Roxanne" club in Tel Aviv.
Het schrijven van muziek voor Kisses en October voor het dansensemble van Anat Danieli werd gevolgd door een uitnodiging van choreograaf Ohad Naharin om de muziek te componeren voor het dansstuk Kaamos, dat Naharin in opdracht van het Nederlands Dans Theater maakte. Het stuk was tevens onderdeel van de voorstelling Z/na, de openingsvoorstelling van het Israel Festival 1995. In deze periode tekende Lider een contract met Helicon Records en begon hij te werken aan zijn eerste album.
In januari 2002 nam Lider een grote beslissing in zijn persoonlijke leven toen hij besloot openlijk te spreken over zijn seksuele geaardheid. Hij gaf een voorpagina-interview aan Gal Ochovsky van het dagblad Ma'ariv dat veel aandacht kreeg. Hoewel hij openlijk homo is weigert hij zich in te zetten voor Israëlische erkenning van homo's en hun levensstijl en laat hij zich niet uit in het debat over de Gay Pride Parade in Jeruzalem.

## Carrière
Liders zelfgeschreven debuutalbum, "Melattef Umeshakker" ("Caressing And Lying"), geproduceerd door Yo'ad Nevo, werd uitgegeven in 1997. De singles Leonardo en Tamid Ahava ("Always Love") werden hits en het album werd goud na een verkoop van meer dan 40.000 stuks.
Zijn tweede studioalbum, Yotter Tov Clum Mikim'at ("Better Nothing Than Almost") kwam twee jaar later uit. Hoewel geheel geschreven door Ivri, die het ook coproduceerde met Nevo, bevatte het album hitsingles zoals Hultzat Passim ("Striped Shirt"), Hakos Ha'khula ("The Blue Glass") en het korte nummer Yotter Tov Clum Mikim'at. Het album verkocht platina.
Liders tweede concerttournee, Yotter Tov Clum Mikim'at, bevatte 150 optredens en won veel prestigieuze prijzen zoals "Performer of the Year", uitgereikt tijdens de Israeli Music Industry's "Tamuz 2000" ceremonie.
Het succes van de eerste twee albums en zijn tours maken Lider een van de belangrijkste singer-songwriters van de jongere generatie.
In 2001 produceerde Lider het album Panassim ("Headlights") van Sharon Haziz en schreef daarvoor het openingsnummer, wat hen er toe bracht samen te gaan zingen.
Januari 2002 zag de uitgave van Liders derde studioalbum, Ha'anashim Hachadashim ("The New People"). Deze keer was de productie een "solo run" voor Lider, die met een uitstekend nieuw elektronisch geluid kwam. Het album bracht een aantal nieuwe hits voort, waaronder Batei Kaffe ("Coffee Houses"), Al Kav Hamayim ("On The Water Line") en een wat beweeglijkere vertolking van Ehud Manors Geshem Acharon ("Last Rain") die werd speciaal opgenomen voor de Shirutron, een jaarlijks programma om geld op te halen voor goede doelen georganiseerd door de Galei Zahal en "Galgalatz" radiostations. De verkopen van Ha'anashim Hachadashim bedroegen meer dan 30.000 exemplaren.
Tijdens hetzelfde jaar werkte Lider samen met Idan Raichel, die op dat moment keyboard speelde in Ivri's band. Ivri produceerde en regelde het nummer Bo'i ("Come") dat een van de grootste toppers werd van Raichel. Lider componeerde muziek voor Eytan Fox - Gal Uchovsky film Yossi & Jagger. Bij de soundtrack zat ook een cover van Rita's hit Bo ("Come"), gezongen door Lider. Deze nieuwe vertolking kreeg positieve commentaren en werd een van de populairste nummers op de radio in 2003.
Samenhangend met zijn Ha'anashim Hachadashim optreden werkte Lider ook samen met de actrice Meital Duhan. Hun show Love and Sex During the Days of Awe combineren muziek, theater en citaten die speciaal waren samengesteld voor deze show. Lider publiceerde ook een boek met gedichten die hij de voorgaande 10 jaar had geschreven. Tijdens de zomer toerde Lider met Electro Live, een show waarin hij veel optrad met remixen van zijn hits, elektronische effecten vergezeld door vernieuwend videowerk zorgden voor een erg speciaal effect. En om een fantastisch jaar af te sluiten kreeg hij de "Lyricist of the Year" prijs van ACUM, Israëls copyright collectie society.

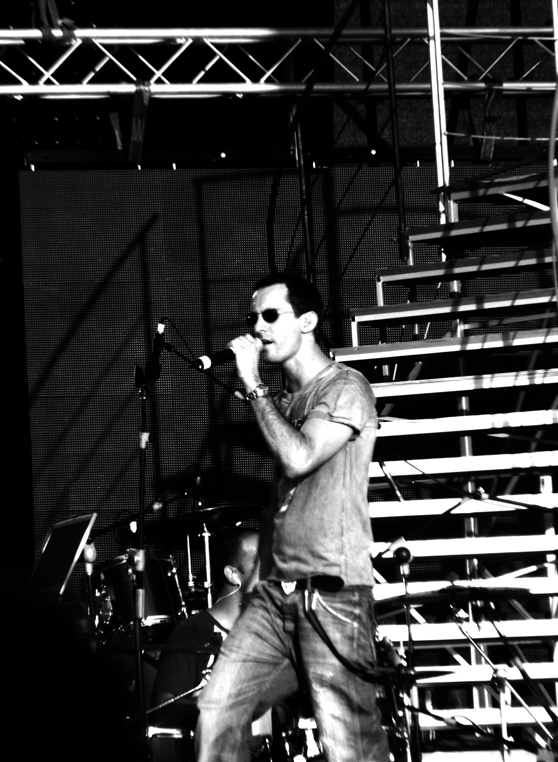
Ivri Lider in Tel Aviv, 2006

In 2004 componeerde Lider muziek voor een andere Fox - Uchovsky film, Walk on Water, de soundtrack met daarin een nieuwe versie van de klassieke Esther en Avi Ofarim hit Cinderella Rockefeller gezongen door Rita en Ivri, alsook een remix van Liders Mary La'Netzach ("Mary Forever"). In 2004 werkte Lider samen met Gilad Shmueli, coproduceerde hij Gilad Seggevs debuutalbum Achshav Tov ("Its OK Now") en begon hij te werken aan zijn vierde album.
Direct nadat hij klaar was met het werken aan zijn nieuwe nummers besloot hij ze aan een livepubliek te laten horen voor hij ze zou opnemen. Zo nam hij deel aan het festival Ha'Psanter Me'are'ach ("The Piano Presents"). Door zijn nieuwe nummers te zingen met als enige begeleiding een piano gaf Lider het publiek een unieke en vertrouwelijke ervaring - een voorproefje voordat de nummers waren geproduceerd of ook maar opgenomen voor het nieuwe album.
Ze Lo Otto Davar ("It's Not The Same Thing") werd uitgebracht in februari 2005 en werd onmiddellijk een succes. Voor het album had Lider besloten om de computer alleen te gebruiken om op te nemen, hetgeen resulteerde in een helder en compleet ander geluid. Een orkest van veertig muzikanten speelde de snaarinstrumenten die door het hele album te horen zijn. Het resultaat liet niet op zich wachten toen de eerste uitgegeven single, Zachiti Le'ehov ("I Was Blessed To Have Loved"), een belangrijke hit werd.
Dit werd gevolgd door Nissim (een veel voorkomende naam in Israël), Lehavin Et Hamayim ("Understanding The Water") en het titelnummer van het album. De verkoop van Ze Lo Otto Davar overschreed de 30.000 exemplaren. Het album kwam ook uit in een gelimiteerde dubbel cd-hoes samen met een bonus-cd genaamd Fight!, met daarop geremixte versies van enkele hits van Lider zoals Bo, Mary La'Netzach en Hultzat Passim.
Het album bracht een tour voor waarin Lider werd vergezeld door negen muzikanten waaronder een snaarkwartet. De tour nam de sfeer van het album met zich mee en bevatte ook een paar nieuwe versies van enkele van zijn hits. Bij het eerste optreden van de show, die werd gehouden in Tel Aviv op 21 april 2005 voor een publiek van duizenden fans, werd Lider op het podium vergezeld door Rita, Berry Sakharof en Assaf Amdursky. De show werd opgenomen voor Liders live-cd.
In oktober 2005 mocht Lider de "Male Singer of the Year Award" van alle grotere nationale en lokale radiostations mee naar huis nemen.
Lider werkte aan een derde soundtrack van nog een Fox-Uchovsky film, genaamd The Bubble, waarin hij ook de theme song zong, een remake van Gershwins klassieker The Man I Love. De film werd in 2006 uitgebracht in Israël en in 2007 in de VS.
In 2008 bracht Lider een nieuw Hebreeuws- alsook een Engelstalig album uit. De videoclip voor zijn Engelstalige nummer Jesse is veel te zien geweest op LOGO TV en Out Magazine zag in hem een van de leden van "Out 100" voor 2007.

## Discografie

### Albums
| Jaar | Album                                                                     | Verkopen                  |
| ---- | ------------------------------------------------------------------------- | ------------------------- |
| 1997 | Melatef V'meshaker: Caressing And Lying                                   | Platina                   |
| 1999 | Yoter Tov Klum Me'kimat: Better Nothing Than Almost                       | Platina                   |
| 2002 | Ha'anashim Ha'chadashim: The New People                                   | Goud                      |
| 2005 | It's Not The Same                                                         | Goud                      |
| 2005 | Ivri Lider vs. Henree - Fight                                             |                           |
| 2006 | Live CD                                                                   | Goud                      |
| 2008 | Be'ketzev Ahid Be'tnuot Shel Ha'goof: The Steady Rhythm Of Body Movements | Goud                      |
| 2012 | Mishehu Pa'am: Somebody once                                              |                           |
|      |                                                                           | Totale verkopen: 200,000+ |

### Filmsoundtracks
1. "Yossi and Jagger" (2002) - originele Score and theme song "Bo" (Let's)
2. "Walk On Water" (2004) - originele Score and theme song "Cinderella Rockafella" duet met Rita
3. "The Bubble" (2006) - originele Score and theme song "The Man I Love"